# PLIVA (gyógyszergyár)
A zágrábi székhelyű PLIVA d.d. (dioničko društvo: részvénytársaság) Horvátország és a kelet-közép-európai térség legnagyobb gyógyszeripari vállalata, amely világszerte több mint 30 országban van jelen. A cég a Teva Pharmaceutical Industries leányvállalata.
A Pliva – anyacégéhez hasonlóan – generikus gyógyszerek, valamint gyógyszerhatóanyagok fejlesztésével, gyártásával és forgalmazásával foglalkozik.

## Története
A PLIVA elődjét, a Károlyváros (Karlovac) melletti Kaštel településen működő Kaštel d.d.-t 1921-ben alapította a zágrábi Isis és a budapesti Chinoin társaság. A 30-as években a későbbi Nobel-díjas Vladimir Prelog is kutatott itt. Ugyanebben az évtizedben a Kaštel az egyik első cég lett a világon, amely kereskedelmi mennyiségben volt képes szulfonamidok előállítására.
A Kaštel 1945-ben beolvadt a PLIVA (1941-ig PLIBAH) nevű gyógyszergyárba, és felvette annak nevét.
A PLIVA dr. Slobodan Ðokić nevével fémjelzett kutatócsoportja fedezte fel 1980-ban az azitromicin nevű antibiotikumot. A PLIVA e gyógyszert 1988-ban vezette be a piacra SUMAMED néven. Az Amerikai Egyesült Államokban Zithromax néven a Pfizer gyógyszergyár kezdte értékesíteni  1991-ben, ahol ma a legkeresettebb antibiotikumok egyike. A Pfizertől beszedett jogdíj az azitromicin szabadalmának 2005-ös lejártáig a PLIVA fő bevételi forrását jelentette, amelyet a cég főleg az európai és az amerikai egyesült államokbeli piacon való terjeszkedésére fordított.
1996-ban a céget bevezették a zágrábi és a londoni tőzsdékre is.

## A PLIVA felvásárlása
2006-ban az akkor 18%-os állami tulajdonú PLIVÁ-t (a részvények többsége ekkor már a londoni és a zágrábi tőzsdén forgott) megvásárolta az USA-beli Barr Pharmaceuticals társaság. A versenytárgyalás során az izlandi Actavist komoly vetélkedésben maga mögé utasító nagyvállalat végül részvényenként 141 amerikai dollárt fizetett a PLIVÁ-ért, amellyel a horvát céget megközelítőleg 2,5 milliárd dollárra értékelte. A PLIVA hivatalosan 2006. október 24-én került a Barr tulajdonába.
A PLIVA állami tulajdonrészének eladása mindezidáig a legjelentősebb horvátországi privatizációs ügylet. A PLIVA felvásárlása egyszersmind az eddigi legnagyobb amerikai befektetésnek számít az országban és a régióban. A Barr eddig Európában nem volt jelen, így a PLIVÁ-val új hídfőállást szerzett. A Barr felvásárlásával 2008 óta a TEVA csoport tagjává vált.